# Legeriomyces algonquinensis
Legeriomyces algonquinensis är en svampart som beskrevs av Strongman & M.M. White 2008. Legeriomyces algonquinensis ingår i släktet Legeriomyces och familjen Legeriomycetaceae.   Inga underarter finns listade i Catalogue of Life.